# Bundesministerium für die Angelegenheiten des Bundesverteidigungsrates
Das Bundesministerium für Angelegenheiten des Bundesverteidigungsrates (kurz BMVR) war ein deutsches Bundesministerium, das von 1964 bis 1967 bestand. Einziger Minister war Heinrich Krone, der vor seiner Amtszeit bereits als Bundesminister für Sonderaufgaben (seit 1961) ähnliche Aufgaben wahrgenommen hatte.

## Aufgaben
Das Bundesministerium war zuständig für den Vorsitz im Bundesverteidigungsrat (heute Bundessicherheitsrat), dessen Angelegenheiten es verwaltete, und für die Koordination der Nachrichtendienste des Bundes: BND, MAD und BfV. Beide Aufgaben wurden vorher und nachher vom Bundeskanzleramt wahrgenommen; der MAD vom Bundesminister der Verteidigung, das BfV vom Bundesminister des Innern beaufsichtigt.

## Geschichte
Das Bundesministerium wurde am 13. Juli 1964 errichtet. Am 20. Juli 1966 erhielt das Ministerium einen beamteten Staatssekretär (Reinhold Mercker).  Mit der Schaffung der Großen Koalition wurde das Ministerium zum 1. Dezember 1966 aufgelöst. Krone schied aus dem Kabinett aus und Mercker wickelte bis Anfang 1967 noch das Ministerium ab und wechselte dann in das Bundesministerium für Ernährung, Landwirtschaft und Forsten.